# Мидтбё, Магнус
Магнус Рогнан Мидтбё (род. 18 сентября 1988, Берген) — норвежский скалолаз, спортивный скалолаз и видеоблогер. Завершил профессиональную карьеру в скалолазании в 2017 году.

## Карьера скалолаза

### Скалолазание
Мидтбо начал заниматься скалолазанием в 2000 году в возрасте 11 лет после того, как мать записала его на занятия. Всего через год занятий скалолазанием он выиграл чемпионат Норвегии среди юношей. Год спустя, в 2002 году, он впервые пролез онсайтом маршрут Øgletryne категории 8a (5.13b) на скальной стене Sageveggen, недалеко от Бергена.
В августе 2010 года он прошёл маршрут Ali Hulk sit start extension в Роделларе, Испания. Первопрохождение маршрута совершил Daniel Andrada в 2007 году. Первоначально предлагалась оценка 9b (5.15b), но позже была понижена до 9a+/b, а затем до 9a (5.14d) в 2023 году.
В мае 2013 года Мидтбё вернулся в Роделлар, чтобы пройти онсайтом маршрут Cosi fan tutte, который имеет категорию сложности 8c+ (5.14c). На апрель 2013 года, самый сложный маршрут, пройденный онсайт, был всего на один уровень выше — 9a (5.14d).
В марте 2015 года он прошёл редпоинтом маршрут Papichulo (9a+ (5.15a)) в Ольяне.

### Спортивное скалолазание
В 2005 году Мидтбё выиграл чемпионат мира среди молодежи в Пекине, Китай. После окончания средней школы в 2007 году, Мидтбё переехал в Инсбрук, Австрия, где тренировался с другими ведущими скалолазами, включая Дэвида Ламу, Якоба Шуберта и Анну Штёр. Мидтбё был особенно впечатлен Ламой.
Мидтбё ушел из спортивного скалолазания в мае 2017 года.

## Медиа-карьера
Мидтбё ведёт одноименный канал на YouTube, на который по состоянию на январь 2025 года имеет более 2,5 миллионов подписчиков.
В 2016 году Мидтбё подвергся критике за публикацию фотографии, на которой он изображен висящим на скале Язык Тролля в Норвегии. На нём была страховочная система, но местные полицейские опасались, что эта фотография может вдохновить других повторить трюк, не приняв надлежащих мер предосторожности.

## Личная жизнь
Его сестра Ханна Мидтбё (родилась в 1990 году) также является профессиональной скалолазкой. Она выиграла чемпионат Северной Европы по скалолазанию в лазании на трудность в 2006 году, а также принимала участие в соревнованиях по боулдерингу на этапах Кубка мира IFSC и чемпионатах Европы.

## Выступления

### Всемирные игры
| Дисциплина | 2013 Кали |
| ---------- | --------- |
| Трудность  | 3         |

### Количество медалей на Кубке мира по скалолазанию IFSC
Кубок мира по скалолазанию IFSC

#### Трудность
| Сезон | Золото | Серебро | Бронза | Всего |
| ----- | ------ | ------- | ------ | ----- |
| 2011  |        |         | 1      | 1     |
| 2012  |        |         | 1      | 1     |
| Всего | 0      | 0       | 2      | 2     |

### Открытый чемпионат США по скалолазанию
| Дисциплина | 2010 | 2011 |
| ---------- | ---- | ---- |
| Трудность  | 1    | 1    |

### Чемпионат мира по скалолазанию среди молодежи IFSC
Чемпионат мира по скалолазанию среди молодежи IFSC
| Дисциплина | 2005 Youth A |
| ---------- | ------------ |
| Трудность  | 1            |

### Количество медалей в Кубке Европы по скалолазанию среди молодежи

#### Трудность
Обладатель Кубка Европы среди молодёжи: 2005, 2006, 2007
| Сезон | Категория | Золото | Серебро | Бронза | Всего |
| ----- | --------- | ------ | ------- | ------ | ----- |
| 2003  | Youth B   |        | 1       |        | 1     |
| 2004  | Youth A   | 1      |         |        | 1     |
| 2005  | Youth A   | 3      | 2       |        | 5     |
| 2006  | Junior    | 3      |         |        | 3     |
| 2007  | Junior    | 4      | 1       |        | 5     |
| Общий | Общий     | 11     | 4       | 0      | 15    |

### Скандинавия
- Чемпион Северной Европы 7 лет подряд (2005—2011)
- Чемпион Норвегии 11 лет подряд (2005—2015)[16][1]